# Nicaragua op de Olympische Zomerspelen 1980
Nicaragua nam deel aan de Olympische Zomerspelen 1980 in Moskou, Sovjet-Unie.

## Deelnemers en resultaten

### Atletiek
| Olympiër       | Discipline      | Resultaat | Prestatie               |
| -------------- | --------------- | --------- | ----------------------- |
| Leonel Teller  | 400m horden (m) | DNF       | serie 2: niet gefinisht |
|                |                 |           |                         |
| Xiomara Larios | 200m (v)        | DNS       | serie 4: niet gestart   |
| Xiomara Larios | 400m (v)        | 39e       | serie 2: 7de in 1.01,50 |

### Boksen
| Olympiër        | Discipline | Resultaat | Prestatie                          |
| --------------- | ---------- | --------- | ---------------------------------- |
| Onofre Ramírez  | -51kg (m)  | 17e       | 1ste ronde: V van BUL Lesov: 0-5   |
| Ernesto Alguera | -54kg (m)  | 17e       | 1ste ronde: V van VEN Piñango: 1-4 |

### Zwemmen
| Olympiër       | Discipline          | Resultaat | Prestatie                |
| -------------- | ------------------- | --------- | ------------------------ |
| Garnet Charwat | 100m vrije slag (v) | 26e       | serie 3: 8ste in 1.08,98 |
| Garnet Charwat | 100m schoolslag (v) | 25e       | serie 1: 5de in 1.28,88  |

Afghanistan · Algerije · Andorra · Angola · Australië · België · Benin · Birma · Botswana · Brazilië · Bulgarije · Colombia · Congo-Brazzaville · Costa Rica · Cuba · Cyprus · Denemarken · Dominicaanse Republiek · Duitse Democratische Republiek · Ecuador · Ethiopië · Finland · Frankrijk · Griekenland · Groot-Brittannië · Guatemala · Guinee · Guyana · Hongarije · Ierland · IJsland · India · Irak · Italië · Jamaica · Joegoslavië · Jordanië · Kameroen · Koeweit · Laos · Lesotho · Libanon · Liberia · Libië · Luxemburg · Madagaskar · Mali · Malta · Mexico · Mongolië · Mozambique · Nederland · Nepal · Nicaragua · Nieuw-Zeeland · Nigeria · Noord-Korea · Oeganda · Oostenrijk · Peru · Polen · Portugal · Puerto Rico · Roemenië · San Marino · Senegal · Seychellen · Sierra Leone · Sovjet-Unie · Spanje · Sri Lanka · Syrië · Tanzania · Trinidad en Tobago · Tsjecho-Slowakije · Venezuela · Vietnam · Zambia · Zimbabwe · Zweden · Zwitserland